# El Cardoso de la Sierra
El Cardoso de la Sierra ist ein Ort und eine Gemeinde (municipio) mit 50 Einwohnern (Stand: 2024) in der Provinz Guadalajara in der Autonomen Gemeinschaft Kastilien-La Mancha. Zur flächenmäßig großen Gemeinde gehören neben Cardoso sechs, teilweise bereits verlasse Weiler: Bocígano, Cabida, Colmenar, Corralejo, Peñalba und La Vihuela.

## Lage und Verkehr
Der Bergort El Cardoso de la Sierra liegt in einer Höhe von ca. 1275 Meter ü. d. M. am Oberlauf des Río Jarama im äußersten Westen der Provinz Guadalajara. Die Provinzhauptstadt Guadalajara befindet sich etwa 90 Kilometer (Fahrtstrecke) südöstlich; die spanische Hauptstadt Madrid liegt gut 100 Kilometer in südlicher Richtung entfernt.

## Bevölkerungsentwicklung
| Jahr      | 1960 | 1970 | 1981 | 1991 | 2001 |
| Einwohner | 278  | 199  | 114  | 126  | 80   |

In der ersten Hälfte des 20. Jahrhunderts lag die Einwohnerzahl durchgängig zwischen 250 und 350 Personen. Infolge der Mechanisierung der Landwirtschaft und des damit einhergehenden Verlusts an Arbeitsplätzen sind die Bevölkerungszahlen stark rückläufig.

## Wirtschaft
Die abgelegene Berggemeinde lebte jahrhundertelang von einer agrarischen Selbstversorgungswirtschaft, zu der neben dem Anbau von Gerste und Weizen auch die Viehzucht (Schafe, Ziegen, Schweine) gehörte. Seit den 1960er Jahren ist die Vermietung von Ferienwohnungen (casas rurales) als Einnahmequelle hinzugekommen.

## Geschichte
Die Region war im 1. Jahrtausend v. Chr. von den keltiberischen Volksstämmen der Arevaker und Lusonen bewohnt; bedeutende archäologische Funde wurde jedoch bislang nicht gemacht. Auch die Römer, Westgoten, Araber und Berber hinterließen keine Spuren. Im 10. und 11. Jahrhundert wurde das Gebiet von den Christen zurückerobert (reconquista) und wiederbesiedelt (repoblación). Im 11. Jahrhundert gehörten El Cardoso, das in einem Stausee versunkene El Vado und der – heute nur noch etwa zehn Einwohner zählende – Weiler Colmenar de la Sierra zur Villa y Tierra de Sepúlveda. Seit dem Jahr 1278 bildeten die drei Dörfer eine eigenständige Gemeinde – um etwa 100 Jahre später (1373) unter die Grundherrschaft (señorio) der bedeutenden Familie Mendoza zu geraten, aus der sie sich jedoch später wieder lösen konnten.

## Sehenswürdigkeiten
Cardoso

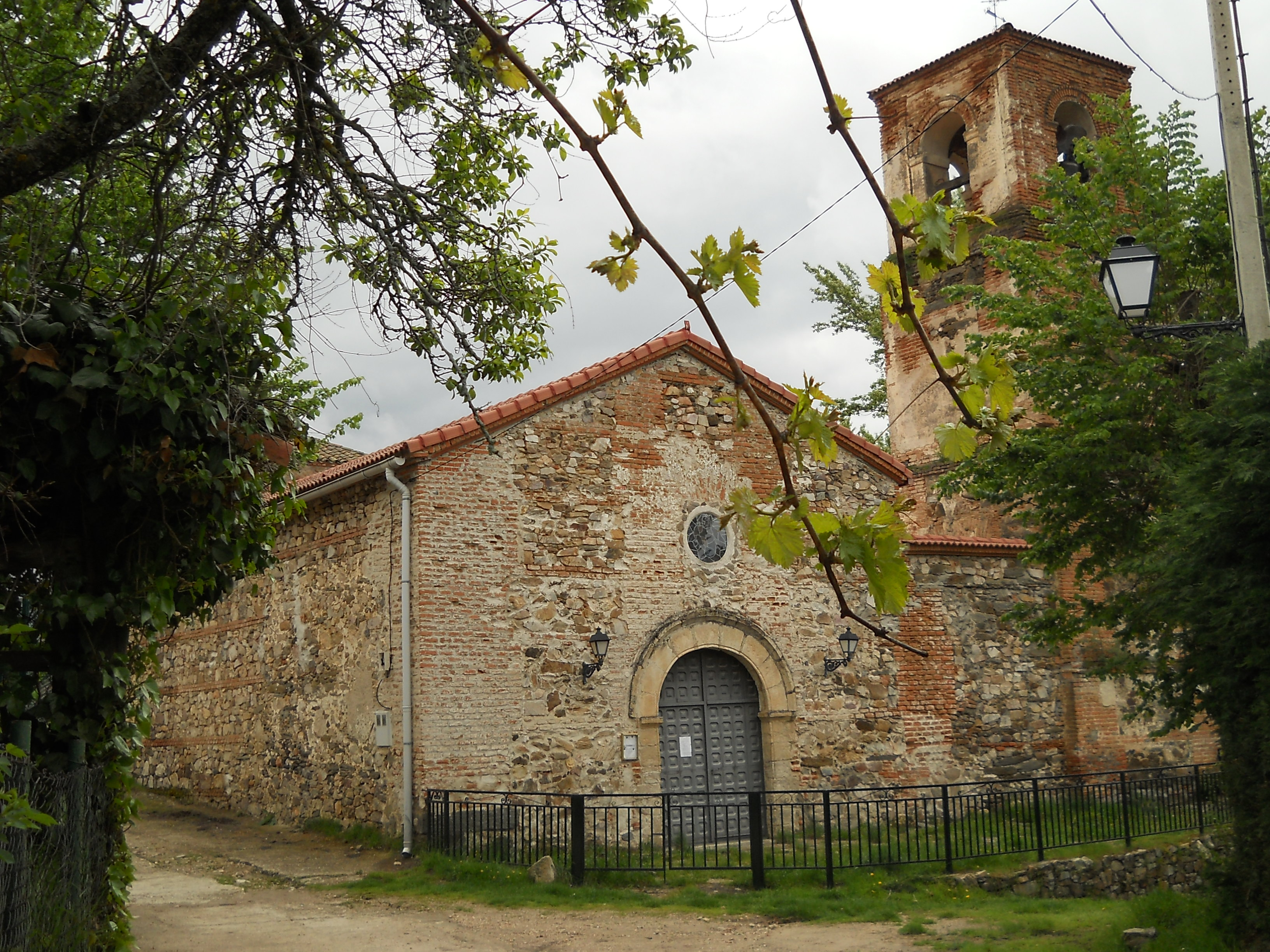
Kirche von Colmenar

- Die Häuser des Ortes sind allesamt aus Bruchsteinen errichtet, einige wurden allerdings in späterer Zeit verputzt.
- Die schlichte, ebenfalls aus Bruchsteinen errichtete und wahrscheinlich noch dem 11. Jahrhundert zuzuordnende romanische Dorfkirche (Iglesia de Santiago Apóstol) wird im Westen von einem zweigeteilten Glockengiebel (espadaña) überhöht. Weder die halbrunde Apsis noch die Westfassade zeigen irgendwelche Gliederungs- oder Schmuckelemente. In der rückwärtigen Seite der Kirche öffnet sich eine Tür zum Friedhof.
- Eine Einsiedlerkapelle (Ermita de San Roque) stammt aus dem 19. Jahrhundert.
- Ein Klauenstand (potro de herrar) wurde im Jahr 2012 rekonstruiert.

Colmenar
- Die Kirche des Ortes zeigt ein Mauerwerk aus Ziegel- und Bruchsteinen.